# Euphorbia ephedromorpha
Euphorbia ephedromorpha är en törelväxtart som beskrevs av Harley Harris Bartlett och Benjamin Lincoln Robinson. Euphorbia ephedromorpha ingår i släktet törlar, och familjen törelväxter.
Artens utbredningsområde är Guatemala. Inga underarter finns listade i Catalogue of Life.

## Bildgalleri

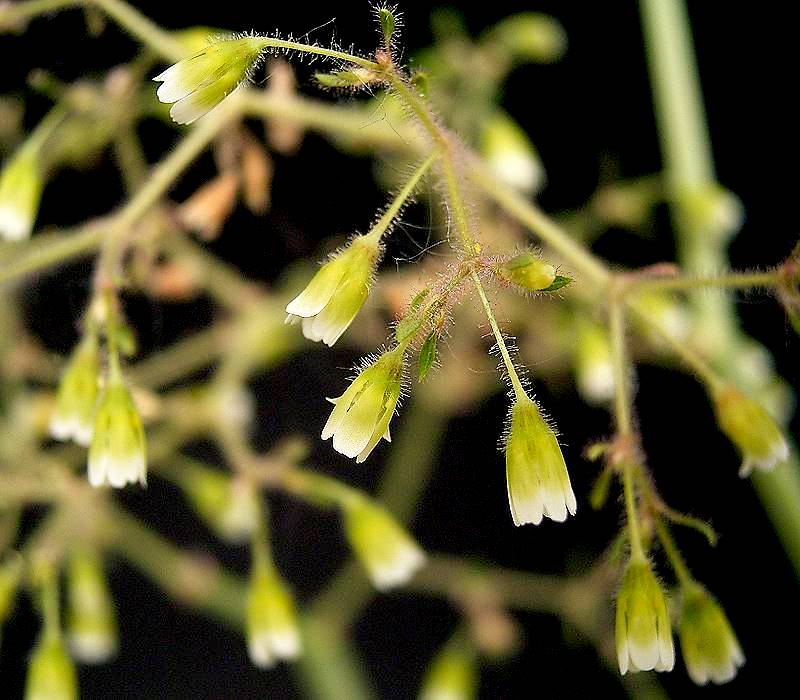
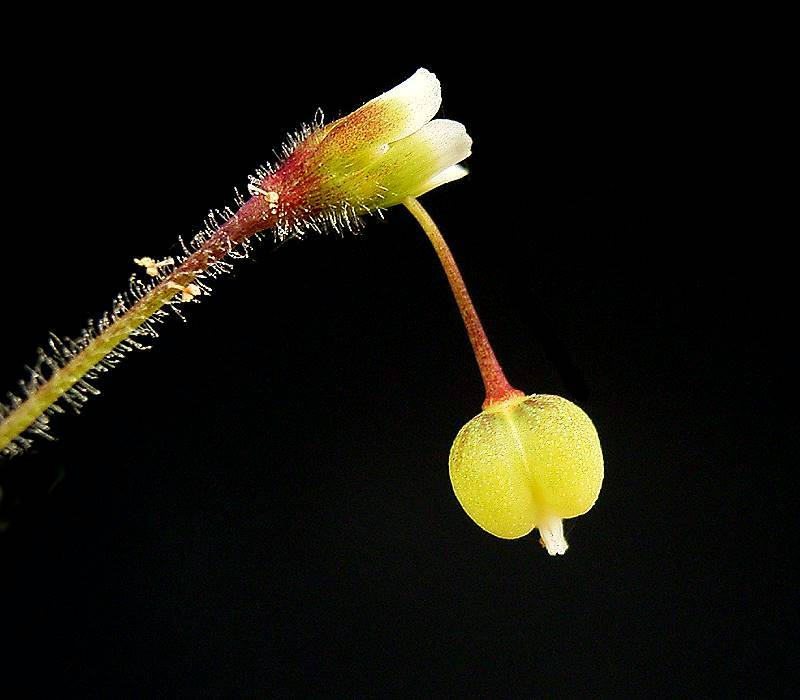
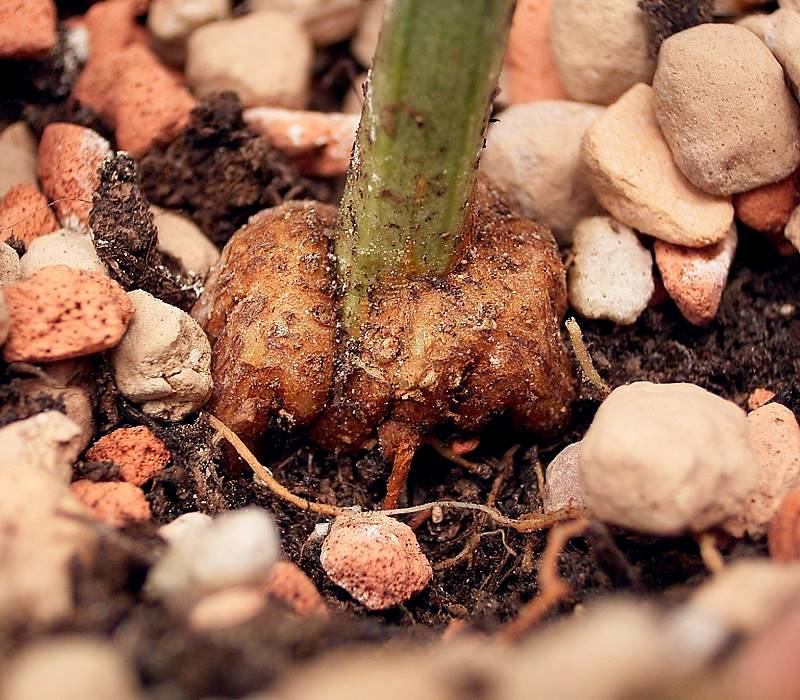
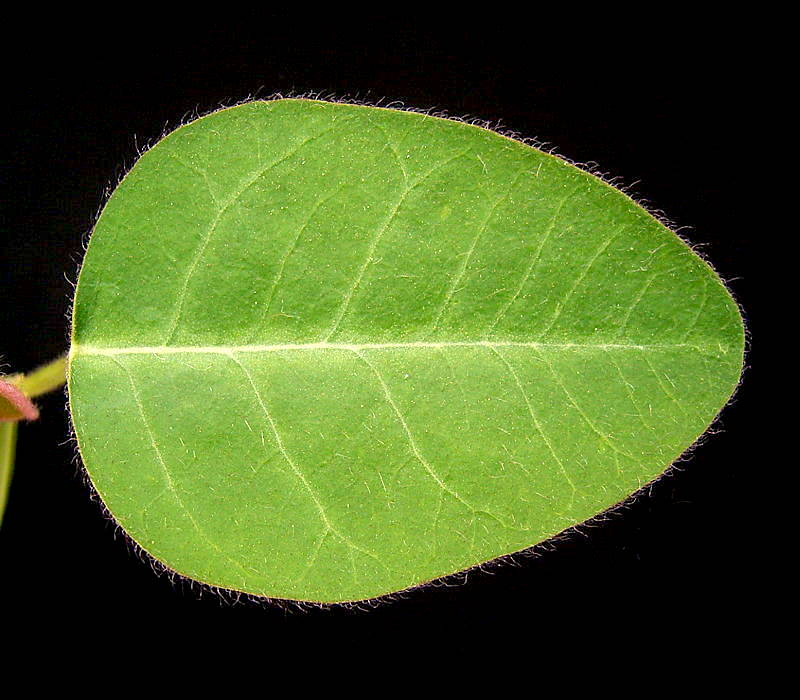